# 鄭天華
鄭天華 CM OBC CD（1924年2月24日—2002年1月4日），加拿大政治人物和律師，1957年-62年間以加拿大進步保守黨黨員身份出任加拿大國會下議院的溫哥華中選區議員，為加拿大首位华裔和亞裔下議院議員。

## 早年生活
鄭天華於1924年2月24日在卑詩省維多利亞市出世，祖籍廣東省恩平東成鎮牛皮塘回龍里村，為家中三名兒子中的幼子。他童年時加拿大政府通過多項反華法案，廢除了華人在加拿大的公民權利，當中包括於他出生前一年通過《1923年華人移民法》，令幾乎所有華人無法移民加拿大。此外，加拿大民間亦實行多項種族隔離措施，華人不能與白人共用電影院或游泳池等設施，多項大學學科亦不收錄華人學生，鄭天華因此未能修讀醫科、藥劑學或法律等學科。他因此與兩名兄長及其他年輕華人在第二次世界大戰時入伍加拿大軍隊，希望他們的貢獻可以扭轉在加華人的命運。
他於1941年從維多利亞中學畢業，其後徵召入伍。當時英方的特別行動執行處意識到華裔軍人可在亞洲戰區融入當地民眾從而收集情報，因此展開代號「遺忘」（Oblivion）的行動並將華裔軍人組成第136號特別部隊。鄭天華參與其中，往卑詩省內陸接受間諜和破壞活動的訓練，於澳洲接受跳傘訓練時受傷。除了間諜活動外，該部隊任務亦包括訓練馬來亞和新加坡當地的抗日游擊隊。然而，在西南太平洋戰區盟軍最高司令麥克阿瑟堅持下，盟軍同意該帶戰場由美軍主力負責，「遺忘」行動因此取消；鄭天華改為派赴日佔英屬婆羅洲和新幾內亞參與搜救任務。
二戰結束後，鄭天華於1946年返回加拿大。加拿大政府於1947年廢除《1923年華人移民法》，而卑詩省政府亦於同年恢復華人的投票權。此外，加拿大退伍軍人事務部亦給予包括華裔在內的退伍軍人學業津貼，鄭天華藉此到不列顛哥倫比亞大學修讀，從該校取得文學士學位後再修讀法律，1953年獲取法律學學位，再於1954年得到卑詩省律師執業牌照，成為首位獲取卑詩執業律師資格的華人。他後於溫哥華成立律師事務所，專注移民法，1955年成為首位出席卑詩省上訴庭的華裔律師。

## 政治生涯
因為加拿大自由黨過去歧視華人的法案，鄭天華誓言不會加入該黨。他於1956年首次參選，代表卑詩保守黨參與溫哥華中選區的省議會議席補選，不敵社會信用黨的候選人，但仍成為首位角逐加拿大聯邦或省級議會議席的華裔候選人。他再於1957年聯邦大選中代表加拿大進步保守黨競逐國會下議院的溫哥華中選區議席，以3700多票之差擊敗尋求連任的聯邦自由黨候選人坎普尼（Ralph Campney），首次晉身國會並成為加拿大首位華裔和亞裔下議院議員。他在下議院第一個演説催促了加拿大政府要在亞太地區國家關係上作為一個領導橋梁，並在該屆下議院會期出任對外事務和海洋及漁業常務委員會成員。
他再於1958年聯邦大選中以大比數擊敗其他候選人，順利連任下議院議員，同年當選進步保守黨青年團的全國主席。他在該屆下議院會期出任銀行及商業、退伍軍人事務、對外事務和廣播等範疇的常務委員會成員。鄭天華的其他貢獻包括在1962年提出私人法案來特赦用偽做出世紙來非法進入加拿大的香港人（俗稱「紙生仔」），以及參與成立加拿大經濟委員會（Economic Council of Canada）的前身－全國生產力委員會（National Productivity Council）。
進步保守黨上台執政後，鄭天華獲任為加拿大駐聯合國法律團的首席法律顧問。他首次出席會議時被保安人員質疑身份；該人員指那個座位是預留給加拿大代表專用。
鄭天華於1962年聯邦大選中不敵自由黨候選人尼科爾森（John Robert Nicholson），無緣連任國會議員；他於同年獲任為聯邦移民上訴委員會法官。他於1963年和1965年聯邦大選再度於尼科爾森對壘但落敗，未能重返國會。鄭天華此後淡出政壇，並專注其移民律師事務。

## 個人及晚年生活
鄭天華於1958年與卡爾德伍（Joy Calderwood）結婚，兩人其後離婚；他育有一子一女。他於2002年1月4日因心臟衰竭在溫哥華家中逝世，終年77歲。

## 榮譽

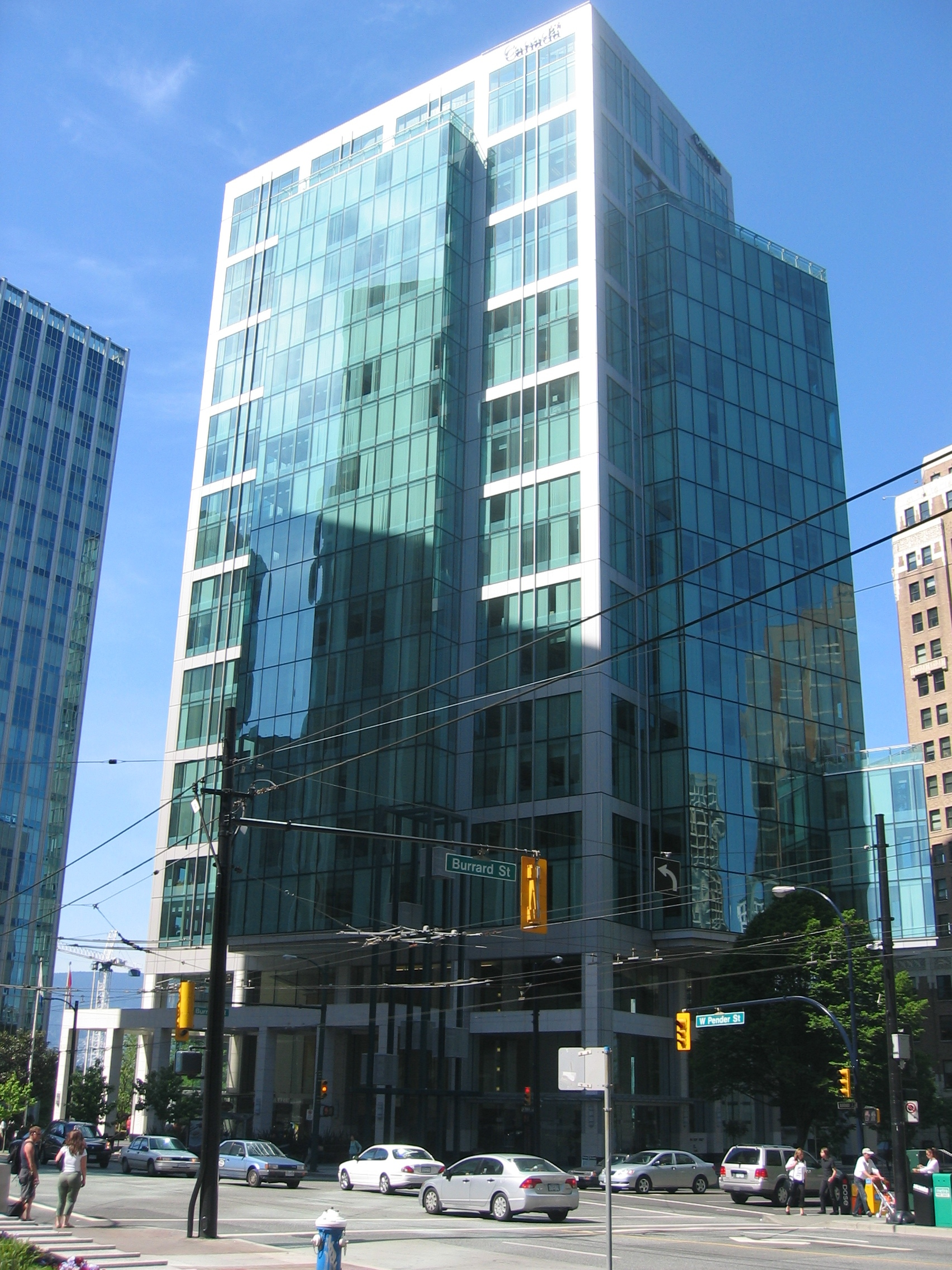
溫哥華市中心的鄭天華樓

鄭天華在溫哥華的華人社區（和其他社區）是個突出的人物，所獲榮譽包括：加拿大海陸空三軍280部隊永久主席、溫哥華音樂團的主任、1992年的加拿大立國125周年總督級地區慶典副主任、前國會議員聯會遠東關係部主任、和加拿大日本空手道協會主席。他其他的榮譽來自中華會館、中僑互助會屬下的文化中心、全加華人聯會、沙省和安大略省雷灣的華人聯會、和魁北克省日裔加拿大人聯會。此外，他於1990年10月25日獲勳加拿大員佐勳章（1991年4月17日敘任），1997年再獲卑詩省勳章。
加拿大政府於2007年宣布將位於溫哥華市中心布勒街401號的聯邦政府辦公大樓命名為鄭天華樓（Douglas Jung Building），以紀念他對加國的貢獻。

### 殊勳
| 綬帶 | 勳章                   | 注釋                                     |
|      | 加拿大員佐勳章（C.M.） | - 1990年10月25日頒發 - 1991年4月17日敘任 |
|      | 卑詩省勳章（O.B.C.）   | - 1997年頒發                             |
|      | 加拿大軍隊獎章 (C.D.)  |                                          |

## 内部連接
- 加拿大華人歷史

## 外部連結
- （英文）加拿大國會網站 鄭天華議員簡介 （页面存档备份，存于）